# Рамштайн-Мизенбах
Ра́мштайн-Ми́зенбах (нем. Ramstein-Miesenbach, пфальц. Ramschdää-Miesebach) — город в Германии, в земле Рейнланд-Пфальц.
Входит в состав района Кайзерслаутерн. Подчиняется управлению Рамштайн-Мизенбах. Население составляет 7408 человек (на 31 декабря 2010 года). Занимает площадь 43,03 км². Официальный код — 07 3 35 038. Через город протекает река Морбах.
Южнее Рамштайна находится болотистая низменность, в которой в XIX веке добывался торф. Восточнее расположена авиабаза Рамштайн.